# Tatyana Dektyareva
Tatiana Valerieva Dektiareva - en russe : Татьяна Валерьевна Дектярева et en anglais : Tatyana Dektyareva - (née le 8 mai 1981) est une athlète russe spécialiste du 100 mètres haies.
Éliminée dès les séries lors des Jeux olympiques de 2008 et des Championnats du monde de 2009, Tatyana Dektyareva se distingue en début de saison 2010 en prenant la huitième place du 60 m haies lors des Championnats du monde en salle de Doha (8 s 05). Elle remporte le 100 m haies des Championnats d'Europe par équipes de Bergen en établissant le meilleur temps de sa carrière en 12 s 68.

## Palmarès
| Date | Compétition                       | Lieu      | Place | Épreuve     | Temps   |
| ---- | --------------------------------- | --------- | ----- | ----------- | ------- |
| 2008 | Coupe d'Europe en salle           | Moscou    | 3e    | 60 m haies  | 8 s 10  |
| 2010 | Championnats du monde en salle    | Doha      | 8e    | 60 m haies  | 8 s 05  |
| 2010 | Championnats d'Europe par équipes | Bergen    | 1re   | 100 m haies | 12 s 68 |
| 2010 | Championnats d'Europe             | Barcelone | 6e    | 100 m haies | 12 s 98 |
| 2010 | DécaNation                        | Annecy    | 1re   | 100 m haies | 12 s 94 |
| 2011 | Championnats d'Europe par équipes | Stockholm | 1re   | 100 m haies | 13 s 16 |
| 2011 | Championnats du monde             | Daegu     | 5e    | 100 m haies | 12 s 82 |

### Records
| Épreuve                    | Performance | Lieu   | Date           |
| -------------------------- | ----------- | ------ | -------------- |
| 100 mètres haies           | 12 s 68     | Bergen | 20 juin 2010   |
| 60 mètres haies (en salle) | 7 s 94      | Moscou | 7 février 2010 |